# Wiesiółka (województwo zachodniopomorskie)
Wiesiółka – wieś w Polsce, położona w województwie zachodniopomorskim, w powiecie wałeckim, w gminie Wałcz.

## Historia
Wieś założona została pod koniec XVI wieku i pierwotnie związana była z Wielkopolską. Powstała pomiędzy rokiem 1592 kiedy w źródłach występuje jeszcze jako nazwa fizjograficzna, a rokiem 1595 kiedy notowana była już jako wieś. Niemiecki historyk Schultz, który starał się wykazać dawniejszą metrykę podał rok pierwszej wzmianki o wsi na 1586 jednak nie podał źródeł tej informacji. W 1593 miejscowość została nazwana jako wieś „nowo lokowana”. Nazwa wymieniona została jako fizjograficzna w 1592 we fragmencie „na Wiesiolcze, do Wiesiolki”, a w 1593 jako nazwa miejscowa „Wiesiolka”. W 1446 miejscowość należała do powiatu wałeckiego Korony Królestwa Polskiego. W 1611 wieś została przyłączona do parafii Wałcz.
Okolice wsi były jednak zasiedlone wcześniej niż podają to zachowane historyczne zapisy. Około kilometra na wschód od dzisiejszej wsi, na południowym brzegu rzeki Dobrzycy, znajduje się wzniesienie, które uznawane jest za zniszczone grodzisko. Archeolodzy znaleźli w tym miejscu fragmenty ceramiki, kości zwierzęce oraz fragmenty drewniane, datowane na wczesne średniowiecze oraz na epoki wcześniejsze. Istnieje teoria, że obiekt ten łączyć można łączyć z grodziskiem notowanym jako Doberiz w dokumencie lokacyjnym Wałcza z 1303.
W 1592 w czasie wizytacji dóbr kasztelana nakielskiego oraz starosty wałeckiego Hieronima Gostomskiego mieszkańcy Łubianki wskazali granicę biegnącą przez nowo wykarczowane role w Skrzatuszu twierdząc, że ponieważ „była wolność”, to każdy karczował co chciał i nie było żadnych granic. Tam, gdzie kończyły się grunty Skrzatusza, zaczynała się dziedzina Witankowo, granicząca z Łubianką. Mieszkańcy Witkowa twierdzili natomiast, że za czasów kasztelana międzyrzeckiego oraz starosty wałeckiego Andrzeja Górki, korzystali oni z ról i łąk na Wiesiółce i dalej prowadzą przez role witkowskie, które są zajmowane do Witkowa aż do brodu, gdzie trakt z Ujścia przekracza Dobrzycę. Najstarsi mieszkańcy za tym traktem wskazywali na okoliczne barcie, z których mieszkańcy Piły płacili czynsz do Ujścia. W 1593 właścicielem wsi był Hieronim Gostomski, który scedował swojemu synowi Janowi Gostomskiemu starostwo wałeckie, zastrzegając sobie tylko Wiesiółkę.
W 1612 opisano granice okolicznych miejscowości przy okazji rozgraniczania dwóch wsi leżących w starostwie wałeckim - Wiesiółki i Witkowa z Łubianką leżącą w starostwie ujskim. Granica biegła od narożnika tych wsi koło starej drogi z Tarnowa do Skrzatusza, i dalej strugą, przecinała drogę z Wałcza do Wiesiółki, dochodząc do rzeki Dobrzycy. Szła potem jej środkiem w górę jej biegu przecinając drogę z Wałcza do Tarnowa i pozostawiając jezioro Okoninko po stronie wsi Wiesiółki, przecinała drogę z Witkowa do Klawitry, pozostawiając jezioro Dolne i Chude przy Wiesiółce, po czym dochodziła do granicy wsi Czechyń oraz Klawiter.
Wieś królewska Wiesiołka starostwa wałeckiego, pod koniec XVI wieku leżała w powiecie wałeckim województwa poznańskiego w Rzeczypospolitej Obojga Narodów.
W wyniku II rozbioru Rzeczypospolitej w 1793, miejscowość przeszła w posiadanie Prus i jak cała Wielkopolska znalazła się w zaborze pruskim.
W 1944 w granicach III Rzeszy odnotowana w  zgermanizowanej formie „Wissulke’’.
W latach 1975–1998 wieś administracyjnie należała do województwa pilskiego. 

## Integralne części wsi
| SIMC    | Nazwa          | Rodzaj    |
| ------- | -------------- | --------- |
| 0531016 | Bukowa Góra    | część wsi |
| 0531016 | Dobrzyca Leśna | część wsi |

## Urodzeni w Wiesiółce
- Franciszek Klejna – polski szlachcic, urzędnik lokalny w powiecie wałeckim I RP
- Jan Ludwik Klejna – polski szlachcic, major wojsk koronnych

## Zabytki
- lemieszarnia w Wiesiółce
- grodzisko wyżynne wczesnośredniowieczne w kształcie podkowy, obwód wałów 130 m[7].